# Электро-Л № 1
«Электро-Л» № 1 (GOMS-2) — российский спутник гидрометеорологического обеспечения второго поколения. Разработан в НПО имени С. А. Лавочкина для замены спутника «Электро» (ГОМС-1) в той же орбитальной позиции 76° в. д. и является частью серии из трёх однотипных космических аппаратов (КА) «Электро-Л».
Спутник был создан по заданию Роскосмоса и Росгидромета, и входит в состав всемирной сети метеорологического наблюдения. Международное название спутника: Elektro-L No.1 / GOMS-2 (сокр. Geostationary Operational Meteorological Satellite — 2).

## Предназначение
«Электро-Л» с помощью аппаратуры МСУ-ГС проводит многоспектральную съемку в видимом и инфракрасном диапазонах с разрешением 1 км и 4 км, соответственно.
Периодичность съемки — 30 минут.
Также на космическом аппарате установлен гелиогеофизический аппаратурный комплекс ГГАК-Э для измерения параметров космического излучения.
Предполагается, что спутник проработает на орбите не менее 10 лет.

## История создания
Проектирование велось с 2001 года.
Изначально запуск планировался в 2006 году, но в итоге был перенесён на 20 января 2011 года. 
20 января 2011 года в 15:29 по московскому времени ракета-носитель со спутником была успешно запущена. 
21 января 2011 года в 00.28 МСК спутник был выведен на целевую орбиту.

## Статус
26 февраля 2011 года в 14:30 произведена успешная съемка Земли в 10 спектральных каналах.
В августе 2011 года были завершены лётные испытания и начата опытная эксплуатация КА.
8 сентября 2011 года глава Росгидромета Александр Фролов заявил, что установленная на спутнике аппаратура не соответствует заявленным показателям, а получаемая информация фактически бесполезна, так как отсутствует привязка измеряемых температур и других параметров атмосферы по высоте.
31 марта 2014 года спутник «Электро-Л» потерял ориентацию.
С конца октября 2014 года разработчикам удалось стабилизировать аппарат для работы в сокращённом режиме. В дневное время основной прибор «Электро-Л» МСУ-ГС осуществляет до 11 включений с интервалом в 30 минут. Полученная информация обрабатывается штатными средствами НКПОР-Э Роскосмоса и НИЦ «Планета».
В 2016 году спутник переводится в точку геостационарной орбиты на 14° з. д., а на его прежнем месте будет работать «Электро-Л» № 2, запущенный в декабре 2015 года. К 3 октября 2016 года спутник был выведен в точку стояния 14,5° з. д.
Однако уже 5 октября 2016 года он потерял ориентацию и перешёл в неконтролируемое вращение с периодом в 10 минут, в связи с чем связь с ним была потеряна.